# La Feuillée
La Feuillée é uma comuna francesa na região administrativa da Bretanha, no departamento Finisterra. Estende-se por uma área de 30,83 km². Em 2010 a comuna tinha 658 habitantes (densidade: 21,3 hab./km²).insee.fr/fr/ppp/bases-de-donnees/recensement/populations-legales/departement.asp?dep=29 populations légales 2006 sur le site de l’INSEE]</ref> segundo os censos de 2006, com uma densidade 21 hab/km².